# Sylhet
Sylhet er en by i det nordøstlige Bangladesh, med et indbyggertal (pr. 2007) på cirka 446.000. Byen er hovedstad i et distrikt af samme navn, og er blandt andet kendt for en stor dyrkning af te og ris.
24°53′52″N 91°52′17″Ø / 24.89778°N 91.87139°Ø
- Wikimedia Commons har flere filer relateret til Sylhet